# Benjamin G. Humphreys II

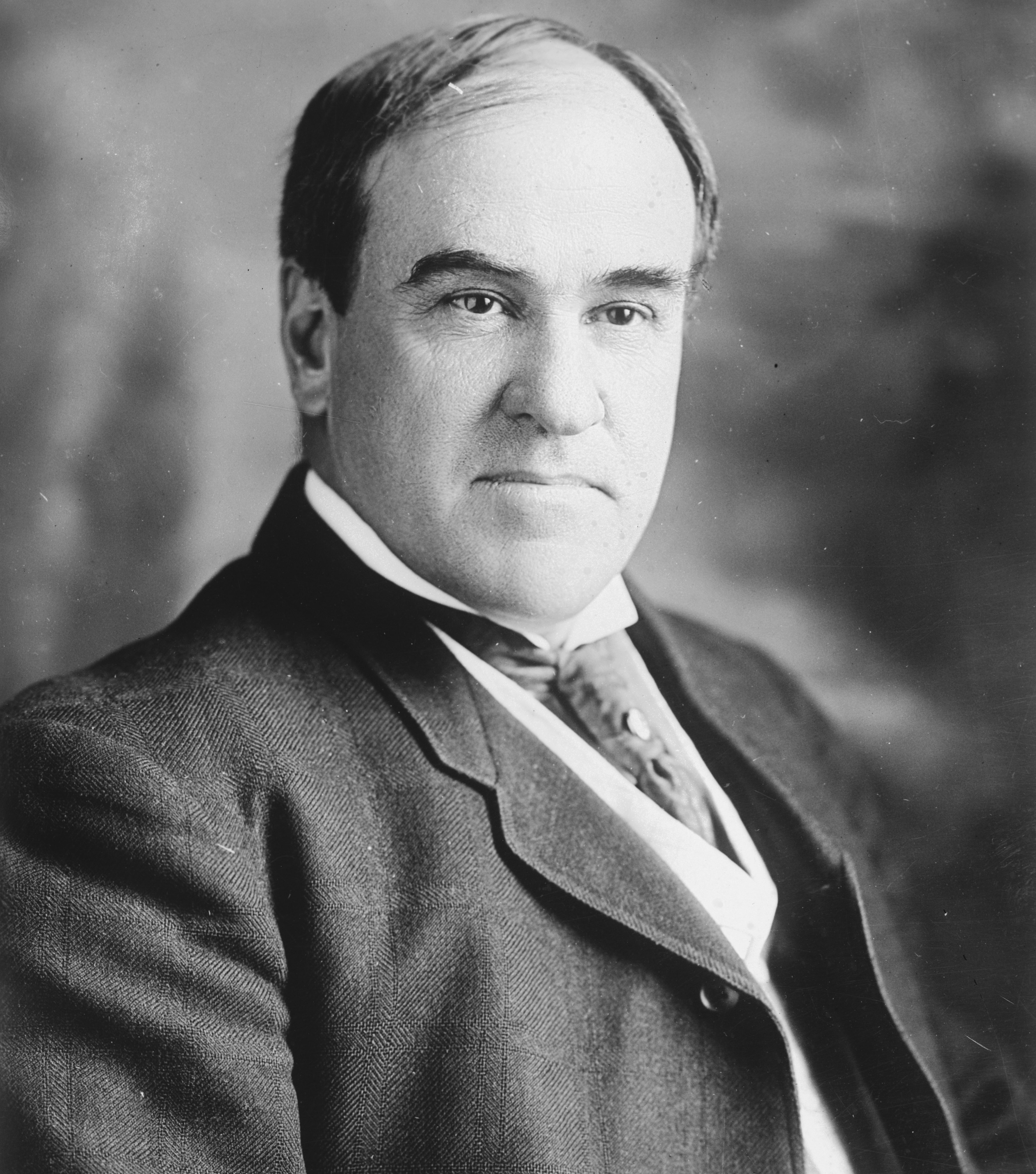
Benjamin G. Humphreys

Benjamin Grubb Humphreys II (* 17. August 1865 im Claiborne County, Mississippi; † 16. Oktober 1923 in Greenville, Mississippi) war ein US-amerikanischer Politiker. Zwischen 1903 und 1923 vertrat er den dritten Wahlbezirk des Bundesstaates Mississippi im US-Repräsentantenhaus.

## Werdegang
Benjamin Humphreys, der Sohn von Gouverneur Benjamin G. Humphreys, besuchte die öffentlichen Schulen in Lexington in Mississippi und studierte dann an der University of Mississippi in Oxford. Damals wurde er für einige Zeit auch im Handel tätig. Nach einem Jurastudium und seiner 1891 erfolgten Zulassung als Rechtsanwalt begann er in Greenwood in seinem neuen Beruf zu arbeiten. Zwischen 1892 und 1896 war er auch Schulrat im Leflore County. Von 1895 bis 1903 war er Bezirksstaatsanwalt im vierten Gerichtsbezirk von Mississippi. Diese Zeit wurde von seiner Militärzeit während des Spanisch-Amerikanischen Krieges unterbrochen, an dem er als Leutnant unter dem Kommando von General Fitzhugh Lee in Florida beteiligt war.
Humphreys war Mitglied der Demokratischen Partei, als deren Kandidat er 1902 im dritten Distrikt von Mississippi in das US-Repräsentantenhaus in Washington, D.C. gewählt wurde. Dort löste er am 4. März 1903 Pat Henry ab. Nach zehn Wiederwahlen konnte er sein Mandat im Kongress bis zu seinem Tod am 16. Oktober 1923 ausüben. Zwischen 1911 und 1913 war er Vorsitzender des Ausschusses, der sich mit den US-Territorien befasste; von 1915 bis 1919 gehörte er dem Ausschuss an, der sich mit dem Hochwasserschutz beschäftigte.
Benjamin Humphreys war der Vater von William Y. Humphreys, der sein unmittelbarer Nachfolger im Kongress werden sollte.